# 大阪市立鷹合小学校
大阪市立鷹合小学校（おおさかしりつ たかあい しょうがっこう）は、大阪府大阪市東住吉区にある公立小学校。

## 沿革
現在の東住吉区鷹合地区には、明治時代初期に当時の住吉郡鷹合村（町村制実施により南百済村）に「住吉郡第三番鷹合小学校」が開校した。しかし明治時代の鷹合小学校は周辺校との合併を繰り返し、明治時代中期には現在の大阪市立南百済小学校となった。
昭和時代に入り鷹合地区の児童数が増加したことや、それに伴う南百済小学校の校舎狭隘化、鷹合地区から南百済小学校へ通うには大鉄線（現在の近鉄南大阪線）の線路を渡らなければならないことで横断事故があったことなどの要因が複合し、1943年に大阪市南百済国民学校の分校を設置したことが、現在の鷹合小学校の直接的な起源となっている。
分校開校当初は低学年のみ受け入れていたが、その後分校校舎増設や設備拡充をすすめ、1949年には5年生まで受け入れ可能となった。1951年2月に「大阪市立鷹合小学校」として独立開校することが決定し、同年4月より独立校となった。

### 年表
- 1943年1月22日 - 大阪市南百済国民学校分校として現在地に開設。
- 1947年4月1日 - 学制改革により、大阪市立南百済小学校分校となる。
- 1951年2月28日 - 分校の独立が決定。
- 1951年4月1日 - 南百済小学校より分離し、大阪市立鷹合小学校として開校。
- 1951年6月9日 - 開校記念式典を実施。
- 1963年2月 - プール竣工。
- 1994年 - 大阪市教育委員会より、児童会活動の研究校に指定される。

## 通学区域
- 大阪市東住吉区 鷹合1～4丁目。

卒業生は大阪市立中野中学校へ進学する。

## 交通
- 近鉄南大阪線 針中野駅 南西へ約900m、または矢田駅 北西へ約1km。
- 大阪シティバス 長居公園東口バス停から南西へ約350m。
- 大阪シティバス 鷹合4丁目バス停より北西へ約400m。
- 地下鉄谷町線 駒川中野駅 南西へ約1.5km。
- 地下鉄御堂筋線 長居駅 東へ約1.7km。
- 阪和線 長居駅 東へ約1.8km、または鶴ケ丘駅 南東へ約1.8km。